# Władysław Szymczak
Władysław Szymczak (ur. 23 lipca 1911 w Łyszkowicach, zm. 19 lipca 1976) – polski technik mechanik i polityk, poseł na Sejm PRL III i IV kadencji.

## Życiorys
Syn Jana i Józefy, uzyskał wykształcenie średnie, z zawodu technik mechanik. Przed wybuchem II wojny światowej był zatrudniony w Oddziale Zakładów Cegielskiego w Rzeszowie. We wrześniu 1944 wstąpił do Polskiej Partii Socjalistycznej. Po wojnie pracował w Zarządzie Miejskim i Miejskiej Radzie Narodowej w Poznaniu. W okresie od 28 października 1948 do 15 lipca 1950 był wiceprezydentem Poznania. Pełnił funkcję przewodniczącego zarządu grodzkiego Towarzystwa Przyjaźni Polsko-Radzieckiej w Rzeszowie.
W 1948 był przewodniczącym Wojewódzkiego Komitetu PPS w Poznaniu i przystąpił wraz z tą partią do Polskiej Zjednoczonej Partii Robotniczej, zasiadając do 1966 w jej Komitecie Wojewódzkim. Ponadto był sekretarzem organizacyjnym KM (1950–1955), kierownikiem wydziału socjalnego KW (1955–1956), I sekretarzem Komitetu Zakładowego w Zakładach Przemysłu Metalowego Hipolita Cegielskiego (1956–1966), a także zastępcą członka Komitetu Centralnego (1959–1964). Słuchacz 6-tygodniowego kursu przy KC. W 1961 i 1965 uzyskiwał mandat posła na Sejm PRL w okręgu Poznań. Przez dwie kadencje zasiadał w Komisji Przemysłu Ciężkiego, Chemicznego i Górnictwa, a także w swej pierwszej kadencji w Komisji Kultury i Sztuki, a w kolejnej w Komisji Zdrowia i Kultury Fizycznej.
Został pochowany na Cmentarzu Junikowo w Poznaniu w Alei Zasłużonych (AZ-P-112).

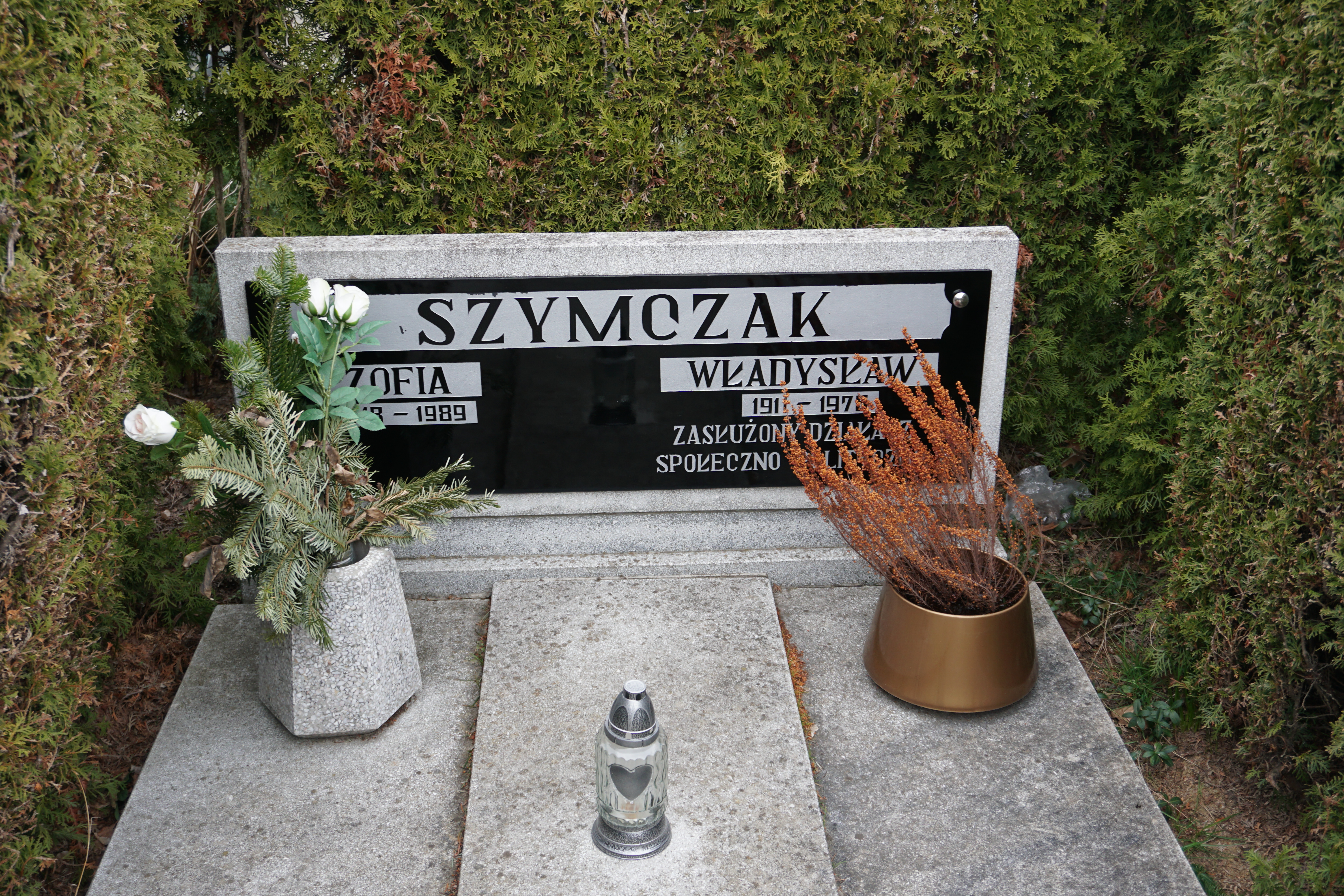
Grób Władysława Szymczaka na Cmentarzu Junikowskim

## Odznaczenia
- Krzyż Oficerski Orderu Odrodzenia Polski
- Złoty Krzyż Zasługi
- Srebrny Krzyż Zasługi (1947)[2]
- Odznaka 1000-lecia Państwa Polskiego (1966)[3]